# کشش‌سنج

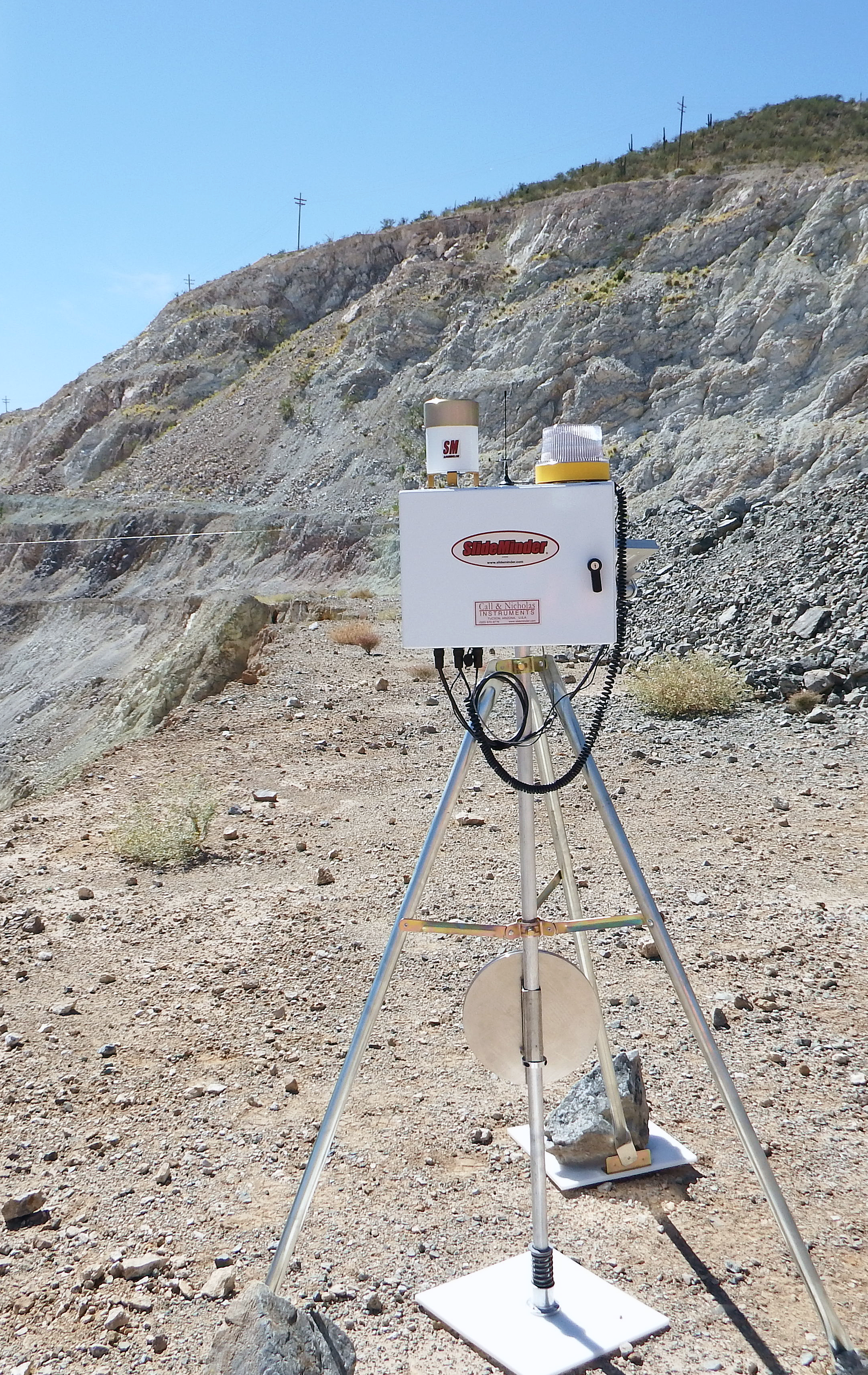
یک کشش سنج سیم دار در حال نظارت بر جا به جایی شیب و انتقال داده‌ها به صورت از راه دور از طریق رادیو یا وای فای

کشش سنج یا اکستنسومتر دستگاهی است که برای اندازه‌گیری تغییرات طول یک شی استفاده می‌شود.این دستگاه برای اندازه‌گیری تنش_کرنش و تست‌های کشش مفید است. نام اکستنسومتر از دو واژهٔ لاتین "extension" به معنی کشش یا گسترش و کلمهٔ لاتین "meter" به معنی اندازه‌گیری می‌آید. این اختراع توسط چارلز هوستون ثبت شده و آن را در مقاله‌ای در ژورنال مؤسسه فرانکلین در سال ۱۸۷۹ شرح داده‌است. چارلز هوستن بعداً امتیاز آن را به شرکت فیربنک و اوینگ ، تولید کنندهٔ اصلی ماشین‌های تست و مقیاس داد.

## انواع
دو دستهٔ اصلی برای دستگاه کشش سنج وجود دارد: تماسی و غیر تماسی

### تماسی
کشش سنج‌های تماسی سال‌های زیادی استفاده شده‌است و همچنین به دو دستهٔ دیگر تقسیم می‌شوند. به دستهٔ اول کشش سنج‌های برشی (کلیپ آن) می‌گویند. این دستگاه‌ها بیشتر برای کاربردهایی که اندازه‌گیری کرنش با دقت بالا لازم است استفاده می‌شود (بیشتر تست‌های مبتنی بر ASTM). آنها در بسیاری از پیکربندی‌ها و اشکال آمده‌اند و می‌توانند جابجایی‌ها را از خیلی کوچک تا نسبتاً بزرگ (کمتر از یک میلی‌متر تا بیش از ۱۰۰ میلی‌متر) اندازه‌گیری کنند. این‌ها از مزیت هزینه کمتر و سهولت استفاده برخوردار هستند، اما می‌توانند نمونه‌های کوچک و ظریفی را تحت تأثیر قرار دهند.
برای تست خودکار، دستگاه‌های برشی با کشش سنج‌های های دیجیتال با بازوی حسگر جایگزین شده‌اند. اینها می‌توانند با استفاده از سیستم موتوری به‌طور خودکار بر روی نمونه اعمال شوند و نتایج بسیار پرتکراری تری نسبت به دستگاه‌های سنتی برشی تولید کنند. آنها ضد تعادل هستند و بنابراین اثر ناچیزی بر روی نمونه دارند. خطی بودن بهتر، کاهش نویز سیگنال و هماهنگ سازی و منطبق سازی داده‌های نیرو، از مزایای بزرگ آن به علت نبود مبدل‌های آنالوگ به دیجیتال و فیلترهای مرتبط با آن است که باعث افزایش زمان و صاف کردن داده‌های خام می‌شود. علاوه بر این، این دستگاه‌ها می‌توانند تا زمان شکست نمونه باقی بمانند و و کشش‌های خیلی زیاد (بیش از ۱۰۰۰ میلی‌متر) را بدون از دست دادن دقت اندازه‌گیری کنند. این دستگاه‌ها معمولاً دارای وضوح ۰٫۳ میکرومتر یا بالاتر هستند (باکیفیت دستگاه‌ها می‌توانند حتی مقادیر کم ۰٫۰۲ میکرومتر را نیز بخوانند) و از دقت اندازه‌گیری کافی برای داشتن کلاس ۱ و ۰٫۵ از استاندارد ISO 9513 برخوردار هستند.

### غیر تماسی

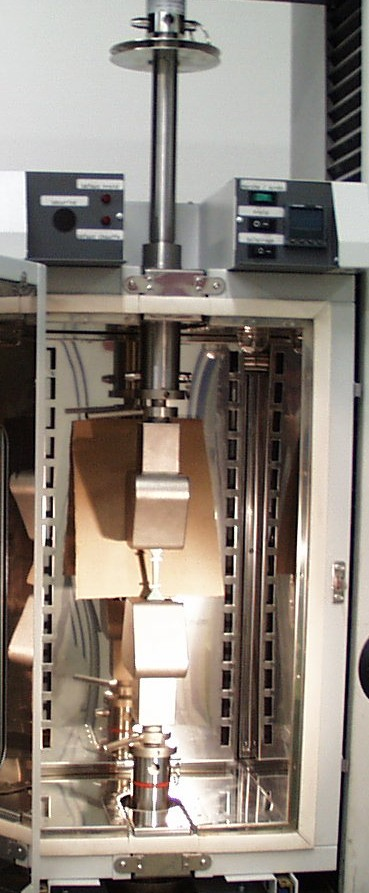
کشش سنج غیر تماسی برای تست کشش

برای برخی کاربردهای خاص، در جایی کشش سنج‌های غیر تماسی مزایایی را به همراه می‌آورند که استفاده از بازوی حسگر یا کشش سنج‌های تماسی، غیر عملی یا نشدنی باشد.

#### لیزر
کشش سنج لیزری، کشش سنجی است مناسب برای اندازه‌گیری کرنش و تغییر شکل (کشیدگی) مواد خاص وقتی تحت بارگزاری دستگاه تست کشش قرار می‌گیرند. قاعدهٔ اصلی نحوهٔ کار آن بر اساس تاباندن لیزر به سطح نمونه و بازتاب لیزر از سطج نمونه است که توسط دوربین دستگاه CCD دریافت شده و با الگوریتم پیچیده‌ای پردازش می‌شود. هنگام استفاده از دستگاه کشش سنج لیزری نیازی به علامت گذاری روی نمونه نیست و باعث صرفه جویی قابل توجهی در زمان برای آزمایشگاه‌های تست مواد می‌شود.
وضوح کمتر از یک میکرومتر (معمولا ۰٫۱ میکرومتر) و تغییر شکل تا ۹۰۰ میلی‌متر می‌تواند اندازه‌گیری شود که این دستگاه را برای پیچیده‌ترین آزمایش‌ها آماده می‌کند.
کشش سنج‌های لیزری عمدتاً برای موادی استفاده می‌شوند که ممکن است به دستگاه‌های سنتی کشش سنج برشی آسیب برساند یا میزان برش در آن دستگاه‌ها بر روی خواص ماده تأثیر بگذارد. (به علت اتصال فیزیکی به نمونه)
کشش سنج لیزری همچنین می‌تواند برای آزمایش در دمای بالا یا حتی زیر صفر نیز مورد استفاده قرار گیرد.

#### فیلم

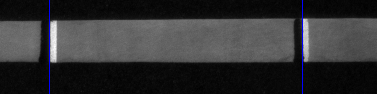
تصویر دوربین کشش سنج ویدیویی که دو نشانگر خط را اندازه‌گیری می‌کند

کشش سنج ویدیویی، وسیله ای است که با گرفتن تصاویر متوالی و پیوسته از نمونه در حین آزمایش، با استفاده از یک ثبت کننده فریم یا دوربین فیلمبرداری دیجیتال متصل به کامپیوتر، می‌تواند عملیات اندازه‌گیری فشار برخی مواد را انجام دهد. نمونه مورد آزمایش معمولاً به شکل خاصی برش داده می‌شود و با نشان‌گذارهای مخصوص (معمولاً برچسب مخصوص که نشانه‌هایی روی آن است یا با قلم‌هایی که نشان‌گذار را از رنگ و بافت نمونه در تصویر گرفته شده متمایز می‌کند) نشانه گذاری می‌شود. در حالی که نمونه تحت آزمایش کشیده یا فشرده می‌شود، فاصله پیکسل بین این نشانه‌ها در تصویر گرفته شده به‌طور مداوم در فیلم در حال ضبط ردیابی می‌شود. این فاصله پیکسل را می‌توان در لحظه اندازه‌گیری کرد و با در نظر گرفتن مقدار درجه‌بندی نقشه‌برداری کرد تا مقدار کرنش مستقیماً اندازه‌گیری شود و در صورت لزوم کنترل دستگاه تست در کنار کنترل کرنش انجام شود.
با یک درجه‌بندی مناسب و الگوریتم‌های پردازش تصویر صحیح، وضوح بسیار کمتر از یک میکرومتر حاصل می‌شود. نقشه برداری مناسب نیز به نمونه درجه‌بندی شده بستگی دارد که معمولاً نمونه مورد استفاده ماده ای کاملاً اِچ شده با دقت زیاد است. برای نقشه‌برداری، ابتدا تصاویر با نمونه درجه‌بندی شده تحت همان شرایط آزمایش قرار می‌گیرند که برای نمونه جدید استفاده می‌شود.
کشش‌سنج‌های ویدیویی در درجه اول برای موادی استفاده می‌شوند که ممکن است به سیستم قدیمی (اندازه‌گیری با تماس) یا به بازوی حسگر دیجیتال آسیب برساند. در بعضی از موارد، روش کشش سطحی ویدیویی جایگزین اندازه‌گیری‌های مکانیکی می‌شود - اما این قابلیت عمدتاً در دستگاه‌ها قرار ندارند.
هنگام اندازه‌گیری مدول کشسانی پلاستیک‌ها در مقیاس طولی ۵۰ میلیمتری در استاندارد ISO 527 به دقت ۱ میکرومتر نیاز داریم. برخی از اکستنسومترهای ویدئویی نمی‌توانند به این هدف دست یابند، در حالی که برای گرفتن نتیجه مناسب از آزمایش بهتر است از روش خودکار و دیجیتال کشش سنجی استفاده کنید تا نگذارید روش‌های به صورت دستی، علامت‌هایی روی نمونه بگذارند و همچنین وقت خود را صرف تنظیم و سازگار کردن سیستم کنید. توجه داشته باشید که برخی از اکستنسومترهای ویدیویی هنگام اندازه‌گیری کرنش در محفظه‌های دما، در دستیابی به نتایج قابل قبول مشکل دارند.
برای موارد با دقت بالا، اندازه‌گیری کرنش غیرتماسی، روش کشش سنجی ویدیویی یک راه حل ثابت شده‌است. در برخی موارد آزمایشی، آنها به دلیل توانایی اندازه‌گیری کرنش در یک محدوده و رِنج گسترده، نسبت به سایر فن آوری‌ها مانند لیزر نقطه ای برتری دارند. این اجازه می‌دهد تا اندازه‌گیری‌هایی از قبیل مدول و همچنین کرنش تا شکست مشخص شود.
اگر در کشش سنج ویدیویی فیلترهای مناسب در روشنایی و لنز به کار گرفته نشده باشد، تغییر شرایط نور محیط در طول آزمایش می‌تواند در نتایج آزمایش تأثیر بگذارد. سیستم‌هایی با این فناوری کلیه اثرات شرایط روشنایی محیط را از بین می‌برند.

## معدن
در محیط معدن، از کشش سنج‌ها برای اندازه‌گیری جابجایی در دیواره‌ها حین ضربات استفاده می‌شود. طرح جابجایی در برابر زمان، مهندسان ژئوتکنیک (زمین فناوری) را قادر می‌سازد تشخیص دهند که آیا خرابی دیوار قریب‌الوقوع است یا خیر. برای شکست‌های پیچیده، فناوری‌های بیشتری مانند رادار یا اسکنرهای لیزری مورد استفاده قرار می‌گیرند که قادر به تجزیه و تحلیل ۳ بعدی و در نهایت ۴ بعدی هستند.

## استانداردها
- ASTM E83 آزمون استاندارد برای تأیید و طبقه‌بندی اکستنسومتر
- ASTM D4403 آزمون استاندارد برای اکستنسومترهای مورد استفاده در سنگ

## مطالعهٔ بیشتر
- تست کششی، ویرایش شده توسط JR دیویس. چاپ ۲ پارک مواد، اوهایو: ASM International، ۲۰۰۴. ص. ۷۷–۸۲. شابک ‎۰−۸۷۱۷۰−۸۰۶-X شابک 0-87170-806-X. Tensile testing در گوگل بوکس